# 乙女川定吉
乙女川 定吉（おとめがわ さだきち、1897年5月20日 - 没年不明）は、大正・昭和時代の大相撲力士。浦風部屋所属。本名は宮城 定吉。最高位は十両6枚目。

## 経歴
秋田県秋田市出身。浦風部屋に入門し、1914年1月、初土俵を踏む。1925年1月、「羽後錦」の四股名で十両に昇進したが、2勝4敗と負け越し、幕下に落ちた。「乙女川」に改名後の1928年1月再十両。同年5月、10月と5勝6敗に終わり、再び幕下に落ち、1929年3月に廃業した。

## 成績
- 通算在位：36場所
- 十両在位：4場所
- 十両成績：17勝21敗1分

### 場所別成績
| 1914年 （大正3年） | （前相撲）          | x                      | （前相撲）       | x               |
| 1915年 （大正4年） | 西序ノ口20枚目 –    | x                      | 西序二段91枚目 – | x               |
| 1916年 （大正5年） | 西序二段86枚目 –    | x                      | 西序二段46枚目 – | x               |
| 1917年 （大正6年） | 西序二段20枚目 –    | x                      | 西序二段15枚目 – | x               |
| 1918年 （大正7年） | 西三段目33枚目 –    | x                      | 東三段目9枚目 –  | x               |
| 1919年 （大正8年） | 東幕下42枚目 –      | x                      | 東幕下48枚目 –   | x               |
| 1920年 （大正9年） | 西幕下29枚目 –      | x                      | 東幕下14枚目 3–2 | x               |
| 1921年 （大正10年） | 西幕下7枚目 2–3     | x                      | 西幕下21枚目 –   | x               |
| 1922年 （大正11年） | 東幕下34枚目 –      | x                      | 西幕下15枚目 1–4 | x               |
| 1923年 （大正12年） | 東幕下31枚目 –      | x                      | 東三段目4枚目 –  | x               |
| 1924年 （大正13年） | 東幕下32枚目 –      | x                      | 東幕下9枚目 4–2  | x               |
| 1925年 （大正14年） | 西十両14枚目 2–4    | x                      | 西幕下6枚目 3–3  | x               |
| 1926年 （大正15年） | 西幕下6枚目 2–4     | x                      | 東幕下27枚目 –   | x               |
| 1927年 （昭和2年） | 東幕下13枚目 4–2    | 東幕下13枚目 3–3       | 西幕下4枚目 4–2  | 西幕下8枚目 3–3 |
| 1928年 （昭和3年） | 西十両7枚目 5–5 1分 | 東幕下7枚目 3–2        | 西十両6枚目 5–6  | 西十両6枚目 5–6 |
| 1929年 （昭和4年） | 東幕下2枚目 0–3–3   | 東幕下2枚目 引退 0–0–6 | x                | x               |
| 各欄の数字は、「勝ち-負け-休場」を示す。 優勝 引退 休場 十両 幕下 三賞：敢=敢闘賞、殊=殊勲賞、技=技能賞 その他：★=金星 番付階級：幕内 - 十両 - 幕下 - 三段目 - 序二段 - 序ノ口 幕内序列：横綱 - 大関 - 関脇 - 小結 - 前頭（「#数字」は各位内の序列） |                     |                        |                  |                 |

- 幕下以下の地位は小島貞二コレクションの番付実物画像による。

## 改名歴
- 矢叫　定吉 - 1914年1月場所 - 1917年5月場所
- 羽後錦　定吉 - 1918年1月場所 - 1921年5月場所
- 矢叫　早之介 - 1922年1月場所
- 羽後錦　定吉 - 1922年5月場所 - 1926年5月場所
- 乙女川　定吉 - 1927年1月場所 - 1929年3月場所